# Miku (futebolista)
Nicolas Ladislao Fedor Flores, mais conhecido pelo apelido Miku (Caracas, Venezuela, 19 de agosto de 1985), é um futebolista venezuelano que atua como atacante. Atualmente, joga pelo CD Arenteiro.
O valor do seu passe é cogitado em 3,5 milhões de euros.

## Ascendência
Miku tem na sua árvore genealógica, ascendentes húngaros como, por exemplo, os seus pais, que emigraram para a Venezuela, de modo a escapar da II Guerra Mundial.[carece de fontes?]

## Títulos

### Celtic
- Scottish Premier League: 2012–13
- Scottish Cup: 2012–13